# أجاق أباد (تشالدران)
أجاق‌ أباد (بالفارسية: اجاق‌آباد) هي قرية تقع في قسم آواجيق الجنوبي الريفي (مقاطعة تشالدران) في إيران. يقدر عدد سكانها بـ 25 نسمة بحسب إحصاء 2016.